# علم النفس التغذوي

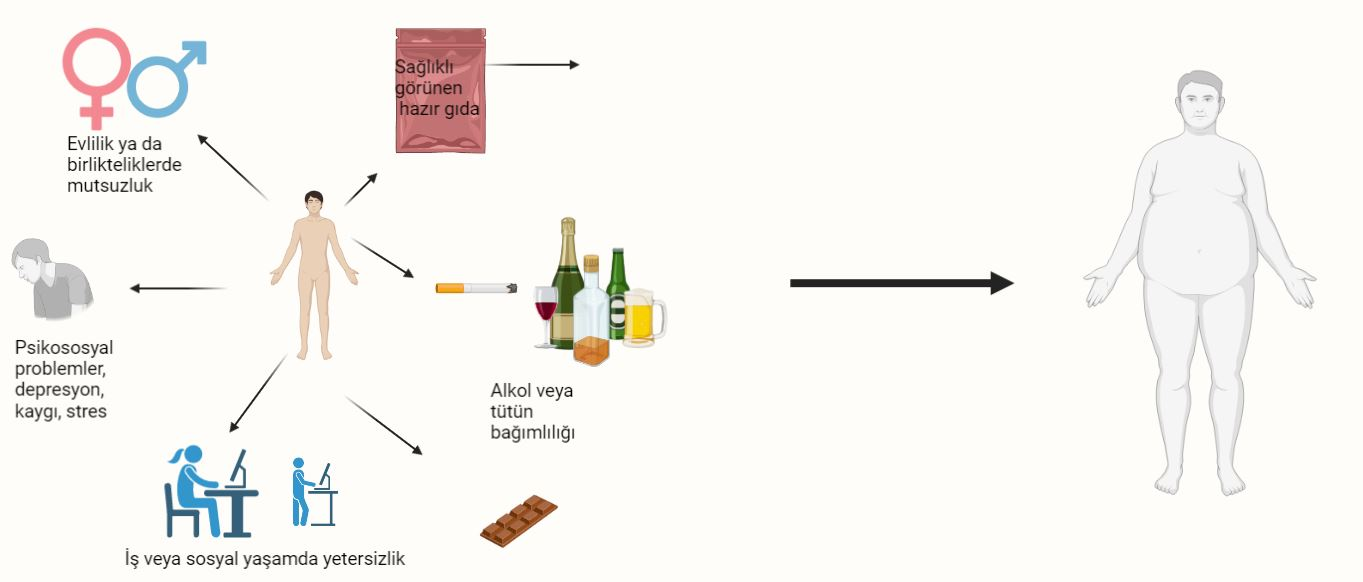
التأثير النفسي لبعض العوامل

علم النفس التغذوِي (Nutrition psychology) تخصصٌ من تخصصات علم نفس الصحة وهو مجالٌ علمي متعدد التخصصات يتعامل مع الآثار المترتبة على السلوك الغذائي على صحة الإنسان وعافيته. و يتضمن معلوماتٍ من عدة مجالات مثل التغذية وعلم النفس والطب والزراعة والتسويق. فعلى سبيل المثال، تؤثر السلوكيات الاستهلاكية والاختيارات الغذائية بشكلٍ كبير على الأمورالمتعلقة بالصحة، بما في ذلك مخاطر السمنة وأمراض القلب وبعض أنواع السرطان. وتتأثر هذه السلوكيات بالعوامل النفسية القوية المؤثرة على التصورات الغذائية والصحية للبشر.
هناك مجالان لتعريف علم النفس التغذوي. المجال الأول يصف العلم بطريقتين، تأثير التغذية على الصحة النفسية أو تأثير السلوكيات النفسية على التغذية والصحة. أما المجال الثاني هو معرفة ما هو صحي ومفيد من الأغذية للصحة النفسية.

## ملخص
يدرس علم النفس التغذوي العلاقة بين العقل والسلوك النفسي والسلوك الغذائي للفرد .

### الهدف
يهدف علم النفس التغذوي إلى تبيان الأسباب النفسية التي تؤدي إلى السمنة المفرطة والمشاكل الصحية الأخرى، ويبحث علم النفس التغذوي في التأثير النفسي الداخلي على السلوك الغذائي والتعامل مع المؤثرات الخارجية.

## الأصول والتطور
لا يزال علم النفس التغذوي في مراحله الأولى. يكتسب علم النفس التغذوي أهمية وشعبية في مجتمعات اليوم، لكون السمنة مشكلة متنامية في الولايات المتحدة وخارجها، إذ إن أكثر من ثلث البالغين الأمريكيين يعانون من السمنة المفرطة. أثر علم النفس التغذوي مباشرة وبشكل غير مباشر على الأبحاث العلمية المتعلقة بالحمية الغذائية وملصقات المكونات الغذائية وتكنولوجيا الغذاء (طريقة إنتاج المنتجات الغذائية وحفظها ومراقبة الجودة) والسمنة والسلوك العام تجاه الطعام ومواضيع أخرى.
اقترحت بعض الأبحاث أن (بدعة الغذاء) والتي تعرف بشكل ما على أنها فكرة تأثر الوزن عند تغيير الطعام والنظام الغذائي ويعتبر سلوكًا خاطئًا مبالغ فيه. يُعتقد أن فكرة السلوك الغذائي الخاطئ له عواقب وخيمة متأصلة بعمق، وربما ترجع القصة إلى آكل آدم وحواء الفاكهة المحرمة.

### التطبيقات
ألزمت إدارة الغذاء والدواء الأمريكية وضع ملصقات الطعام على منتجات الغذاء في الولايات المتحدة، وذلك لأجل إعطاء المستهلكين الحق بمعرفة المعلومات الضرورية عن المنتجات الغذائية التي يتناولونها. أجريت العديد من الأبحاث منذ ذلك الوقت حول كيفية تأثير الملصقات على اختيار المستهلكين للغذاء.أوجدت الأبحاث نتائج متنوعة منها ميل المستهلك لقراءة الملصقات وأخذ معلومات عن المنتج، ودفع ذلك الشركات لإنتاج غذاء صحي أكثر، رغم ذلك طغت زيادة مستمرة بالسمنة والوفيات بسبب السمنة في الولايات المتحدة في العقود القليلة الماضية. جعل ترويج الإعلانات للمنتجات الغذائية وسهولة الوصول للأطعمة المعبأة الجاهزة، جعلت الناس يميلون للأطعمة المعبأة أكثر من الأطعمة الطازجة والصحية، خاصة الأشخاص غير الملمين بمعلومات المكونات الغذائية الذين هم أكثر عرضة للخطر من غيرهم. تقوم العديد من شركات الأغذية بجعل منتجاتها مغذية أكثر مما هي عليه في الواقع عن طريق جعل علبة المنتج مميزة أو وضع كلمات خادعة تجعل الناس يعتقدون بأنها خيار صحي، وبالتالي يُشترى الكثير منها وقد تؤدي إلى السمنة أو المشاكل الصحية الأخرى. وينكشف كل ذلك بالنظر إلى ملصق المكونات الغذائية.

### التسويق
يلعب التسويق دوراً مهماً في بيع المنتجات الغذائية وشرائها. تنتشر الإعلانات التسويقية للأطعمة والمشروبات هذه الأيام بكثرة ومتوسعة أكثر من أي وقت مضى، بسبب كثرة الوسائل الممكنة للتسويق مثل التسويق عبر وسائل التواصل الاجتماعي. يدعي بعض الباحثين أن ارتفاع السمنة في العالم بسبب زيادة التسويق للطعام خلال الثلاثين سنة الماضية. تبين الدراسات أن أساليب التسويق تؤثر في صغار السن أكثر من البالغين، حيث يمكن أن تؤثر في أنماط حياتهم لفترة طويلة.

### تكنولوجيا الأغذية
أظهرت الأبحاث أن المستهلكين يتجنبون الأطعمة المعدلة والمحفوظة بالتكنولوجيا ويفضلون الخيارات العضوية والطبيعية لاعتقادهم أنها ذات مخاطر صحية، حتى لو لم يستمدوا رأيهم من حقائق علمية.

### هوس الحمية الغذائية
تطبيقات علم النفس التغذوي متعددة ليست مرتبطة فقط بما يأكل وكيف يأكل الناس كل يوم، بل مهتمة أيضاً بالطرق التي يتغذون بها ويمارسون الرياضة. الحمية الغذائية شائعة في مجتمعات اليوم، وتضع صورة نمطية مثالية عن كيف يجب أن تكون الأوزان المثالية وكيف تبدو أشكال الناس. الحمية لها قواعد شديدة وصارمة على الشخص الذي يتبعها خاصة في تناول الغذاء لأجل إنقاص الوزن. ينجذب الناس للحمية الغذائية لسهولتها المفترضة في إنقاص الوزن، رغم ذلك، ليس كل هذه الادعاءات تستند لأبحاث علمية.

## ثقافة شعبية
يركز الفيلم الوثائقي سوبر سايز مي عام 2004 من بطولة وإخراج مورغان سبورلوك على طرق تأثير صناعة الوجبات السريعة في أمريكا على التغذية بنظر الناس وخاصة الأطفال.